# 10170 Petrjakeš
10170 Petrjakeš este un asteroid din centura principală, descoperit pe 22 februarie 1995, de Miloš Tichý și Zdeněk Moravec.